# Taxation différentielle
La taxation différentielle est un principe d'imposition qui concerne les expatriés.
Si un expatrié paie moins d'impôts dans son pays d'accueil que dans son pays d'origine, alors il doit en principe s'acquitter de la différence auprès son pays d'origine.

## Liste de pays qui appliquent la taxation différentielle

### États-Unis
Ce principe est appliqué dans ce pays depuis 1962, où l'on prend seul en compte le fait que le contribuable possède la citoyenneté américaine sans résider nécessairement sur le territoire américain. Les expatriés peuvent cependant déduire de leur revenu imposable une partie des revenus du travail qu'ils ont touchés à l'étranger, plafonnée à 92 000 dollars. Ils peuvent aussi déduire les indemnités de logement qui leur sont versées par leur employeur. Ils peuvent encore déduire une partie de l'impôt payé dans le pays où ils résident, ainsi que la CSG. Depuis 2014, le Foreign Account Tax Compliance Act autorise le fisc américain à interroger les banques étrangères sur les comptes de leurs ressortissants. Ce système a néanmoins poussé un certain nombre de ressortissants américains vivant à l'étranger à renoncer à leur citoyenneté (3 400 personnes en 2014),. C'est le cas en particulier des américains dits accidentels.

## En France
Même si ce principe n'est pas appliqué en France, l'idée y a été étudiée. Une étude de législation comparée a été faite à ce sujet par le Sénat en 2009. Jean-Luc Mélenchon a également proposé cette idée dans le cadre de ses candidatures aux élections présidentielles de 2012 et de 2017,.